# Ede-Wageningen vasútállomás
Ede-Wageningen vasútállomás Hollandiában, Ede községben, Ede településen.

## Vasútvonalak
Az állomást az alábbi vasútvonalak érintik:
- Amsterdam–Arnhem-vasútvonal
- Nijkerk–Ede-Wageningen-vasútvonal

## Kapcsolódó állomások
A vasútállomáshoz az alábbi állomások vannak a legközelebb:
- Ede Centrum vasútállomás (Nijkerk–Ede-Wageningen-vasútvonal)
- Veenendaal-De Klomp vasútállomás (Amsterdam–Arnhem-vasútvonal)
- Wolfheze vasútállomás (Amsterdam–Arnhem-vasútvonal)